# Miyuki Yanagita
Miyuki Yanagita (柳田 美幸, Yanagita Miyuki), née le 11 avril 1981, est une joueuse internationale de football japonaise.

## Biographie
Le 5 décembre 1997, elle fait ses débuts avec l'équipe nationale japonaise lors de la Coupe d'Asie, contre la Guam. Elle participe à la Coupe du monde 1999, 2003, 2007 et Jeux olympiques d'été 2004 et 2008. Elle compte 91 sélections et 11 buts en équipe nationale du Japon de 1997 à 2008.

## Statistiques
Le tableau ci-dessous présente les statistiques de Miyuki Yanagita en équipe nationale
| Équipe du Japon | Équipe du Japon | Équipe du Japon |
| Année           | Matchs          | Buts            |
| --------------- | --------------- | --------------- |
| 1997            | 3               | 2               |
| 1998            | 0               | 0               |
| 1999            | 7               | 0               |
| 2000            | 3               | 0               |
| 2001            | 1               | 0               |
| 2002            | 10              | 1               |
| 2003            | 3               | 0               |
| 2004            | 11              | 0               |
| 2005            | 9               | 3               |
| 2006            | 15              | 4               |
| 2007            | 14              | 1               |
| 2008            | 15              | 0               |
| Total           | 91              | 11              |

## Palmarès
- Finaliste de la Coupe d'Asie 2001
- Troisième de la Coupe d'Asie 1997, 2008